# بيتر ميلتون (فنان)
بيتر ميلتون (بالإنجليزية: Peter Milton)‏ هو فنان أمريكي، ولد في 1930.